# 異想天開

《異想天開》是部2008年美國電腦動畫片。 動畫配音陣容有 約翰·庫薩克、約翰·克里斯、詹妮佛·庫里奇、傑·雷諾以及克利斯汀·史萊特。

## 故事情節
「壞的要命」王國每年一度都會舉行一個邪惡發明大賽，讓每個科學家都無所不用其極的發明最邪惡的機器
每個科學家身邊都有一個助理叫做伊果，他們不能有自己的意見，只能唯命是從。但是卻有一個伊果不一樣，他有自己的夢想，想要變成一個科學家，發明屬於自己創造出來的機器。他創造了一個有躁鬱症的跩兔，沒事就自殺然後又不斷的復活，還有一個很笨的腦殘，他們雖然不完美，卻是伊果最好的朋友。
由於不能有自己的意見和創意，所以伊果總是偷偷進行自己的實驗，一次陰錯陽差中，他把他的科學家主人變不見了，距離比賽只剩下幾天，伊果想要創造出從所未有的發明 結果卻造成了一個超大巨型的生命並且自己決定取名為伊娃(Eva)。
但是這個伊娃太善良一點都不邪惡，讓伊果開始傷透腦筋，他決定把伊娃帶去洗腦部變成一個殺人狂，沒想到轉錯頻道，讓伊娃以為自己是個女演員而只好讓伊果決定要讓她以為在演戲以贏得大賽。同時別組科學家也不擇手段想要奪得他的發明，於是一場比創意、比聰明、比邪惡的大賽就此展開！

## 登場角色
- 伊果（Igor，約翰·庫薩克配音：魏伯勤(台灣)）

本人是壞的要命國的眾多的伊果之一，但和其他伊果不同的是有相當的頭腦並且熱愛發明，希望有天能夠成為發明家並且贏得邪惡發明大賽。在其主人‧葛死蛋博士因為意外過世後，頂替他的身份並且製造出伊娃出來希望她成為最邪惡的武器，卻讓她在陰錯陽差下想要成為演員，讓伊果為了贏得大賽而決定與她共同演一場戲
最後在與伊娃日夕相處下而愛上了她並且在伊娃被賊仔偷博士控制時努力讓他回復正常並且與她一同實現了當演員的夢想。
- 伊娃（Eva，Molly Shannon配音：馮美麗(台灣)）

伊果製造出來的女性人造人，由於是由眾多身體組成而因此其貌不揚，但因為洗腦失敗而因此夢想成為一名女演員，擁有一個善良的心。
在過程中，對伊果產生好感但卻誤以為伊果喜歡賈桂琳變成的海蒂而因此在傷心難過被賊仔偷博士控制成為邪惡武器，最後在伊果的努力下回復正常並且實現了自己的夢想。
- 賊仔偷博士（Dr. Schadenfreude，Eddie Izzard配音：李世揚(台灣)）

邪惡發明大賽的常勝軍，企圖藉此奪得壞伯博士的王位統治壞的要命王國，但實際上沒有發明的才能，會透過女友賈桂琳到處接近其他發明家而偷取他們的發明並且占為己有。
- 賈桂琳/海蒂（Jaclyn / Heidi，詹妮佛·庫里奇配音：汪世瑋(台灣)）

賊仔偷博士的女友，長得相當豔麗，喜歡去吐嘈賊仔偷博士的作為，暗中會幫他去偷取其他發明家的發明。
最後與賊仔偷博士的陰謀遭到伊果等人的阻止，自己也因此回復成原來較為醜陋的女伊果形象。
- 葛死蛋博士（Dr. Glickenstein，約翰·克里斯配音：陳宗岳(台灣)）

壞的要命的王國的發明家，也是伊果的主人。本人沒有發明的才能，常作出失敗的發明，最後在一場測試下意外身亡。
- 跩兔（Scamper，Steve Buscemi配音：孫誠(台灣)）

講話相當毒舌而且永遠不死的兔子，雖然一直想要自殺，但因為是不死身而一直無法成功。
- 腦殘（Brain，肖恩·海斯配音：李世揚(台灣)）

一個裝著人腦的機器人，作事常常顛三倒四。
- 壞伯國王（King Malbert，傑·雷諾配音：陳宗岳(台灣)）

壞的要命的國王，在原來的王國遭到黑雲籠罩後，以其邪惡的發明為整個國家帶來生機，每年舉辦邪惡發明大賽並且對常勝軍賊仔偷博士的野心相當在意。
最終自己的王位被賊仔偷博士奪走，並且在伊果阻止賊仔偷博士的陰謀後，發現他是讓整個王國變慘的真兇而因此受到處罰。
- 水晶卡爾（Carl Cristall，Arsenio Hall配音：孫誠(台灣)）

壞的要命的王國內的媒體人，本體是一個透明到看不見的水晶，訪問相當犀利。

## 外部連結
- 官方网站
- 互联网电影数据库（IMDb）上《異想天開》的资料（英文）
- AllMovie上《異想天開》的资料（英文）
- Box Office Mojo上《異想天開》的資料（英文）
- 爛番茄上《異想天開》的資料（英文）
- Metacritic上《異想天開》的資料（英文）